# Wrong Club
„Wrong Club” – to utwór brytyjskiego indiepopowego zespołu The Ting Tings. Wydany został 18 sierpnia 2014 roku przez wytwórnię płytową Finca Records jako pierwszy singel z ich trzeciego albumu studyjnego, zatytułowanego Super Critical. Twórcami tekstu utworu są Katie White, Jules De Martino oraz Andy Taylor, który zajął się też jego produkcją. Do singla nakręcono także teledysk, a jego reżyserią zajęła się Lisa Paclet. „Wrong Club” dotarł do 2. pozycji w notowaniu Hot Dance Club Songs. 26 stycznia 2015 roku został wydany minialbum zatytułowany Wrong Club (Remixes), zawierający cztery remiksy „Wrong Club”. 

## Pozycje na listach przebojów
| Kraj              | Lista (2014)         | Pozycja |
| ----------------- | -------------------- | ------- |
| Belgia (Flandria) | Ultratip 50          | 53      |
| Japonia           | Japan Hot 100        | 45      |
| Stany Zjednoczone | Hot Dance Club Songs | 2       |